# جون مكينون
جون مكينون هو سياسي كندي، ولد في 20 نوفمبر 1808، وتوفي في 1900. انتخب عضو مجلس نواب نوفا سكوتيا.